# Dehydrogenaza prolinowa
Dehydrogenaza prolinowa – enzym z grupy oksydoreduktaz (numer EC 1.5.5.2; dawn. EC 1.5.99.8; numer CAS 9050-70-8). Uczestniczy on w katabolizmie L-proliny, którą utlenia poprzez usunięcie dwóch atomów wodoru (przejmowanych przez NAD+) do kwasu (S)-1-pirolino-5-karboksylowego. Ulega on następnie spontanicznej hydrolizie do γ-semialdehydu L-glutaminowego, HOOCCH(NH2)CH2CH2CHO (przekształcanego w kolejnych reakcjach do L-glutaminianu i α-ketoglutaranu).

Substrat: prolina
Produkt: kwas 1-pirolino-5-karboksylowy

Niedobór tego enzymu jest przyczyną choroby metabolicznej, hiperprolinemii typu I.